# William Hanna
William Hanna (Melrose, Új-Mexikó, 1910. július 14. – Los Angeles, Kalifornia, 2001. március 22.) Primetime Emmy- és háromszoros Daytime Emmy-díjas amerikai rajzfilmkészítő. Társával, a szintén világhíres Joseph Barberával 1957-ben alapították meg közös stúdiójukat, a Hanna-Barberát, amelynek számos rajzfilm-klasszikust köszönhet a világ.

## MGM-es évek (1940–1958)
William Hanna két évtizedig dolgozott az MGM (Metro-Goldwyn-Mayer) stúdió teátrális animációs rövidfilmjein. Először 1940-ben dolgozott együtt Joseph Barberával, az „Elbocsátás” (Puss Gets the Boot) című rövidfilmen, melyben egy Jesper nevű macska és egy Jinx nevű egér voltak a főszereplők. Bár eredetileg nem tervezték folytatni, a pozitív fogadtatás miatt a kisfilm sorozattá alakult, így keletkezett a Tom és Jerry. Joseph Barberával közösen írták és rendezték a sorozat mind a 114 epizódját. 13 epizódot Oscar-díjra jelöltek „a legjobb animációs rövidfilm” kategóriában, amelyek közül 7 győzött is az adott évben. 1955-ben Fred Quimby producer és Tex Avery rendező elhagyták a stúdiót, így Hanna és Barbera váltak a rövidfilmek producereivé. Többek között Oscar-jelölésig vitték a Tex Avery által indított Droopy-sorozatot. A televízió térhódítása miatt anyagilag egyre problémásabbá vált a teátrális rajzfilmek készítése, ezért az MGM bezárta rajzfilmes részlegét, 1958-ban. Hanna és Barbera megalapították közös stúdiójukat, a Hanna-Barberát, amivel átvándoroltak a tévéhez, és az elsők között kezdtek el családi televíziós rajzfilmsorozatokat gyártani. Lényegesen kisebb költségvetéssel dolgoztak a teátrális időszakhoz képest, ezért úgynevezett „limitált animációt” alkalmaztak.

## Kezdeti sikerek (1958–1972)
Hanna és Barbera személyesen rendezte az összes epizódot az 1958–1972 között készült sorozataikhoz, miközben számos történetírót alkalmaztak. Az első Hanna-Barbera-sorozat az NBC-n sugárzott The Ruff & Reddy Show volt, az első csatornafüggetlen műsor pedig 1958-ban a Foxi Maxi, melynek része volt Maci Laci és Infi és Finci. Népszerűsége miatt Maci Laci 1961-ben önálló műsort kapott, amelynek Nyegleó is része volt. A stúdió 1960-ban érte el működésének legnagyobb sikerét, amikor elindult az ABC-n a Flintstones (Frédi és Béni, avagy a két kőkorszaki szaki), az első, egyenként félórás részekkel jelentkező animációs sitcom. A rajzfilmsorozatok között elsőként szerepeltetett emberi főszereplőket és egy-egy epizódja 22 perc hosszú volt az addigi 7 perces rajzfilmek helyett. A Frédi és Béni volt az első főműsoridős Hanna-Barbera-sorozat, s olyanok követték, mint A Jetson család, a Turpi úrfi és a Jonny Quest. 1969-ben debütált a Scooby-Doo, amely egyaránt tartalmazott krimi- és horrorelemeket.

## Hanna-Barberától a Cartoon Networkig
A nyolcvanas évek végén a szombat reggeli műsorsáv sikere megtört. A Hanna-Barbera Productionst problémák gyötörték: más stúdiók műsorai rendre legyőzték nézettségben, s amikor az NBC megszüntette a Hupikék törpikéket 1990-ben, a stúdiónak nem maradt más bejáratott címe. Végül olyan klasszikus karakterek visszahozása mellett döntöttek, mint Frédi és Béni vagy Scooby-Doo; az 1990-es Jetsons: The Movie húszmilliót hozott a cégnek. 1987-ben a Great American Insurance Company tulajdonosa, Carl Lindner Jr. vette meg a H-B részvényeinek döntő többségét, míg 1989-ben Tom Ruegger vezetésével egy sor animátor hagyta el a vállalatot, hogy megalapítsák a Warner Bros. Animationt. A Great American kiszállt az üzletből és eladta a H-B-t a Turner Broadcasting Systemnek 1991-ben, amely így megszerezte a teljes archívumot, és 1992-től sugározni kezdték a Cartoon Networkön. Legelőször bezárásra ítélték a stúdiót, de a Fred Seibert vezette Hanna-Barbera új csapata (Seth MacFarlane, Butch Hartman és Genndy Tartakovsky) új, rendkívül sikeres sorozatokat indított, mint például a Dexter laboratóriuma, a Johnny Bravo, a Boci és Pipi, az Én vagyok Menyus, a Pindúr pandúrok vagy a Bátor, a gyáva kutya. Ezek a műsorok egyszerre szólították meg a felnőtt- és a gyermekközönséget popkulturális utalásaikkal és szexuális kikacsintgatásaikkal. A Cartoon Network később a régi Hanna-Barbera-rajzfilmeket a Boomerang csatornára küldte.
A Time Warner megvásárolta a Turnert 1996-ban, s így a H-B rajzfilmek jogait is. Ez idő tájt hagyta el a céget Fred Seibert, hogy megalapítsa saját stúdióját, a Frederator Studiost. 1998-ban a H-B beköltözött a Warner Bros. Animation épületébe, és William Hanna 2001-es halálával a Hanna-Barbera cégnév többé nem létezett. Ezután minden animációs munkálat a Cartoon Network Studiosnál készült.
A Flintstones 1966-os befejezése után a stúdió a szombat reggeli műsorsáv felé fordult, de a hetvenes években ezen kívül olyan csatornafüggetlen szériákat is alkottak, mint a Wait Till Your Father Gets Home. A Scooby-Doo, merre vagy? fergeteges sikere után (ami először 1969-ben futott a CBS-en) a Hanna-Barbera a következő évtizedben a Scooby-formulát használta: egy csapat tinédzserrejtélyeket old meg, s ebben általában segítségükre van egy humoros állat vagy egy szellem. Scooby-Doo inkarnációi 17 évadon keresztül futottak a CBS-en és az ABC-n, majd 1981-ben a stúdió ismét mérföldkőhöz jutott: a Hupikék törpikék lett a legsikeresebb, nem-Scooby-sablont alkalmazó sorozatuk.

## Legismertebb, leghíresebb alkotásaik
- Frédi és Béni, avagy a két kőkorszaki szaki
- Tom és Jerry
- Foxi Maxi
- Maci Laci
- A Jetson család
- Scooby-Doo
- Hupikék törpikék
- Flúgos futam
- Praclifalva lakói